# Søllestedgård
Søllestedgaard er en gammel Sædegård lidt nordøst for Søllested på Lolland. Den nævnes første gang i 1462.
Den nuværende hovedbygning er opført i 1859-1860 af murermester Christian Peder Wienberg.
Den hører til Søllested Sogn, Lolland Kommune (tidligere Lollands Sønder Herred, Maribo Amt). 
Historikeren Niels Ditlev Riegels blev i 1755 født på denne gård. 
Søllestedgaard Gods er på 560,9 hektar

## Ejere af Søllestedgaard
- (1462-1490) Anders Graa
- (1490-1506) Gertrud Mogensdatter gift Graa
- (1506-1532) Jørgen Andersen Graa
- (1532) Enke Fru Anne Graa
- (1532-1550) Kronen
- (1550-1565) Jørgen Brahe
- (1565-1592) Inger Oxe gift Brahe
- (1592-1596) Mette Ottosdatter Rud gift Gyldenstierne
- (1596-1622) Pernille Henriksdatter Gyldenstierne gift Rosenkrantz / Jytte Henriksdatter Gyldenstierne gift Urne
- (1622-1629) Jytte Henriksdatter Gyldenstierne gift Urne
- (1629-1653) Erik Steensen
- (1653-1662) Erik Eriksen Steensen
- (1662-1665) Erik Eriksen Steensen / Hans Eriksen Steensen
- (1665-1667) Jacob Gewecke / Erik Eriksen Steensen
- (1667-1669) Jean Andreas Timpf / Erik Eriksen Steensen
- (1669-1690) Jean Andreas Timpf
- (1690-1691) Henning Ulrik von Lützow
- (1691-1699) Christian V
- (1699-1719) Frederik IV
- (1719-1729) Christian Felthuusen
- (1729-1731) Margrethe Sidenborg gift Felthuusen
- (1731-1733) Henrik Brandt
- (1733-1734) Eleonore Margrethe komtesse Knuth gift Brandt
- (1734-1741) Karen Pedersdatter Holm gift Riegels
- (1741-1757) Hans Andersen Riegelsen (far til Niels Ditlev Riegels)
- (1757) Ida Margrethe Reventlow gift Knuth
- (1757-1782) Christian Frederik baron Knuth
- (1782-1805) Adam Christoffer baron Knuth
- (1805-1810) Jacob Kølle
- (1810-1827) Jørgen Jørgensen
- (1827-1836) Karen Margrethe Elisabeth Jacobsdatter Kølle gift Jørgensen
- (1836-1873) Laurits Jørgensen
- (1873-1912) Laurits Theophil Christian Jørgensen
- (1912-1936) Theophil Jørgensen
- (1936-1937) Enke Fru Ebba Jørgensen
- (1937-1975) Laurits Theophil Jørgensen
- (1975-2002) Claus Christian Jørgensen
- (2002-2006) Claus Christian Jørgensen / Ulrik Theophil Jørgensen
- (2007- ) Ulrik Theophil Jørgensen

## Ekstern henvisninger
- Søllestedgaard Gods Arkiveret 10. marts 2007 hos  Wayback Machine
- Søllestedgaard - fra Dansk Center for Herregårdsforskning Arkiveret 11. februar 2017 hos  Wayback Machine

54°49′16″N 11°17′6″Ø / 54.82111°N 11.28500°Ø